# Міцність гірських порід
Міцність гірських порід (рос. прочность горных пород, англ. rock strength, tenacity; нім. Gesteinsfestigkeit f) — властивість гірських порід в певних умовах, не руйнуючись, сприймати впливи механічних навантажень, температурних, магнітних, електричних й інших полів, нерівномірне протікання фізико-хімічних процесів в різних частинах гірських порід й інше.

## Загальна характеристика
Розрізняють міцність гірських порід:
- теоретичну — обчислену на основі обліку сил міжатомного зчеплення (вона відповідає приблизно 1/6 модуля поздовжньої пружності);
- статичну — властивість гірських порід сприймати короткочасні навантаження, прикладені з постійною швидкістю;
- динамічну — властивість гірських порід сприймати, не руйнуючись, динамічне навантаження;
- тривалу — міцність гірських порід, що знаходиться тривалий час під навантаженням; зменшення міцності породи в результаті збільшення тривалості дії навантаження характеризується коефіцієнтом розслаблення, що дорівнює відношенню миттєвої межі міцності на стиснення до певного значення тривалої міцності гірських порід (для глини цей коеф. дорівнює 1,5, для пісковика — 1,8, бетону — 1,7);
- залишкову — рівень несучої здатності зруйнованої гірської породи, що дорівнює мінім. напруженням при даній величині деформації, які порода витримує без подальшого деформування і руйнування;
- електричну — визначається значеннями напруги пробою;

- контактну міцність гірських порід — властивість приповерхневого шару гірських порід протистояти руйнуванню при місцевих контактних діяннях. Остання використовується як критерій руйнівної здатності порід різцями та шарошковим інструментом.

## Показники, що характеризують міцність гірських порід
Показниками, що характеризують міцність гірських порід для різних випадків, є:
- границі міцності порід на стиснення σст,
- розтягнення σр,
- зсув θзс,
- вигин θвиг, а також
- текучості σт,
- повзучості σп та ін.

Для більшості порід границя міцності на розтягнення σр не перевищує 20 МПа. Границі міцності порід при зсуві, вигині і ін. видах деформацій завжди менші σст і більші σр, але ближчі до останньої. З породотвірних мінералів найбільшу міцність має кварц. У нього σст перевищує 500 МПа, у польових шпатів, піроксенів, авгіту, рогової обманки, олівіну і ін. залізисто-магнезійних мінералів σст = 200—500 МПа, у кальциту σст бл. 20 МПа. У полікристалічних гірських порід міцність в основному визначається силами взаємного зчеплення безпосередньо дотичних між собою зерен і насамперед залежить від їх міцності, а також будови. Найбільші значення границі міцності при стисненні мають щільні дрібнозернисті кварцити і нефрити (500—600 МПа). Значну міцність (більше 350 МПа) мають щільні дрібнозернисті граніти, трохи меншу — габро, діабази і грубозернисті граніти. Міцність вугілля при стисненні змінюється в залежності від ступеня його метаморфізму і зольності від 1 МПа (коксівне вугілля) до 35 МПа (антрацити).
СПЕЦІАЛЬНІ КОЕФІЦІЄНТИ МІЦНОСТІ — інтегральні критерії, що дають точнішу оцінку опірності породи руйнуванню при даних процесах, ніж загальний коефіцієнт міцності гірської породи. До спеціальних коефіцієнтів міцності належать контактна міцність гірської породи — при процесах механічного руйнування гірських порід у приповерхневому шарі з безударним прикладенням навантаження та подрібнюваність гірської породи — при дії на породу ударних навантажень.

## Коефіцієнт структурного ослаблення
Коефіцієнт структурного ослаблення — співвідношення міцності гірських порід у масиві й у зразку; залежить від розмірів масиву, який деформується, величини блоків, їхньої форми і міцності.